# رودلف شتاينر
رودولف يوزيف لورينز شتاينر (بالألمانية: Rudolf Steiner)‏‏ (ولد في 25 أو 27 فبراير 1861 في دونيي كارلفيك، مملكة المجر، الإمبراطورية النمساوية. وتوفي في 30 مارس 1925 في دورنوك، سويسرا). كان فيلسوفا واجتماعيا ومفكرًا ومهندسًا معماريًّا نمساوي، وعُرف كناقد أدبي وفيلسوف ثقافيا. في بداية القرن 20، أسس حركة روحية، الأنثروبوسوفيا، بوصفها فلسفة باطنية نشأت من الفلسفة المتعالية الأوروبية ومع صلات إلى فكر التصوف.
سار شتاينر بهذه الحركة من خلال عدة مراحل. ففي المرحلة الأولى نحت الحركة بشكل أكبر للمنحنى الفلسفي، حاول شتاينر العثور على التوليف بين العلم والتصوف، استمر عمله الفلسفي هذا لسنوات ، والتي وصفها بأنها العلوم الروحية . وسعت إلى توفير اتصال بين المسار المعرفي للفلسفة الغربية و الاحتياجات الداخلية والروحية للإنسان وفي المرحلة الثانية، حول بداية 1907، بدأ العمل بشكل تعاوني في مجموعة متنوعة من الوسائط الفنية، بما في ذلك الدراما وفنون الحركة (مؤسسا لشكل فني جديد - eurythmy -) و العمارة، وبلغت ذروتها في بناء مركز ثقافي لإيواء جميع الفنون بعد الحرب العالمية الأولى، وعمل شتاينر مع المربين والمزارعين والأطباء وغيرهم من المهنيين لتطوير مدرسة فالدورف ، والزراعة الحيوية، والطب الروحاني، وكذلك الاتجاهات الجديدة في العديد من المجالات العملية الأخرى.
دعا شتاينر إلى شكل من أشكال الفردية الأخلاقية، وفي مراحل متقدمة اتجه صراحة بشكل أكبر للجوانب الروحية. واستند في نظريته للمعرفة على وجهة نظر العالم يوهان فولفغانغ غوته، الذي يقول «التفكير... لا أكثر ولا أقل هو جهاز من أجهزة التصور من العين أو الأذن. وكما أن العين ترى الألوان والأصوات في الأذن، فالتفكير هو تصور الأفكار.» وخلال جميع المراحل لحركة شتاينر كان هناك ثبات على هذا التصور امتد من المرحلة الفلسفية إلى مرحلة التوجه الروحي في وقت لاحق. وهو هدف إثبات أنه لا توجد حدود للمعرفة الإنسانية الأساسية.

## وصلات خارجية
- رودلف شتاينر على موقع الموسوعة البريطانية (الإنجليزية)
- رودلف شتاينر على موقع مونزينجر (الألمانية)
- رودلف شتاينر على موقع إن إن دي بي (الإنجليزية)
- رودلف شتاينر على موقع ديسكوغز (الإنجليزية)
- رودولف شتاينر
- جمعية الروحاني في أمريكا
- Goetheanum
- رودولف شتاينر في أرشيف الإنترنت
- صوتيات رودولف شتاينر